# New York Film Critics Circle
Der New York Film Critics Circle ist eine Filmkritikervereinigung mit Sitz in New York City, die mit dem New York Film Critics Circle Award einen der bedeutendsten Filmpreise der USA verleiht.

## Entstehung
Der New York Film Critics Circle entstand 1935 als Reaktion auf eine Reihe von Preisentscheidungen bei Oscar-Verleihungen, die von den Filmkritikern im Osten der USA allgemein beanstandet wurden. Sie warfen der Oscar-Jury insbesondere Abhängigkeit von den kalifornischen Filmstudios und vom Partikulargeschmack Hollywoods vor. War die Mitgliedschaft im New York Film Critics Circle zunächst auf Filmkritiker beschränkt, die für in New York City ansässige Tageszeitungen, Wochenzeitungen und Magazine arbeiteten, so wurden seit den 1980er Jahren auch einzelne Kritiker der US-amerikanischen Westküste in die Vereinigung aufgenommen.

## Filmpreis
Der Filmpreis, den der New York Film Critics Circle seit 1935 alljährlich verleiht, gilt als eine der höchsten Auszeichnungen, die ein Film oder ein Filmkünstler in den USA erhalten kann.
Gegenwärtig gehören der Organisation 29 Filmkritiker New Yorker Tageszeitungen, Wochenzeitungen und Zeitschriften an. Sie trafen sich bis 2010 alljährlich fast immer im Dezember, um unter den Filmen, die im Verlaufe des Jahres herausgekommen sind, ihre Preisträger zu ermitteln und bekannt zu geben. Die Preisverleihung folgte jeweils einen Monat später, im Januar. 2011 wurde die Bekanntgabe der Gewinner auf Ende November vorverlegt.
Der New York Film Critics Circle Award wird in folgenden Kategorien verliehen („verliehen seit“ nennt das Filmjahr, nicht das Jahr der Preisverleihung):
| Kategorie                   | Originalbezeichnung                      | verliehen seit |
| Bester Film                 | Best Picture                             | 1935           |
| Beste Regie                 | Best Director                            | 1935           |
| Bester Hauptdarsteller      | Best Actor                               | 1935           |
| Beste Hauptdarstellerin     | Best Actress                             | 1935           |
| Bester Nebendarsteller      | Best Supporting Actor                    | 1969           |
| Beste Nebendarstellerin     | Best Supporting Actress                  | 1969           |
| Bestes Drehbuch             | Best Screenplay                          | 1956           |
| Beste Kamera                | Best Cinematographer                     | 1980           |
| Bester fremdsprachiger Film | Best Foreign Film                        | 1936           |
| Bester Animationsfilm       | Best Animated Film                       | 2000           |
| Bester Dokumentarfilm       | Best Non-Fiction Film / Best Documentary | 1980           |
| Bestes Erstlingswerk        | Best First Film / Best New Director      | 1989           |